# Hendy Hills
Die Hendy Hills sind eine Gruppe von bis zu 1435 m hohen und hauptsächlich eisfreien Hügeln im ostantarktischen Viktorialand. Sie erstrecken sich über eine Länge von 1,5 km entlang der Westflanke des Rhone-Gletschers, wo dieser zum Bonneysee im Taylor Valley absinkt.
Das New Zealand Geographic Board benannte sie 1998 nach der neuseeländischen Geochemikerin Chris H. Hendy, die ab 1969 langjährig an Forschungsarbeiten in Antarktika beteiligt war, darunter an Gewässerstudien des Bonneysees.